# Gaetano Costalonga
Gaetano Costalonga (Zanè, 1726 – Thiene, 7 ottobre 1816) è stato un pittore italiano.
La gran parte delle informazioni sul suo conto proviene da quanto riportato da Gaetano Maccà nel suo Abecedario pittorico vicentino
Venne battezzato il 24 aprile 1726 nella parrocchiale di Zanè, nei pressi di Thiene. Ebbe due figli, Pietro e Giovanni, che pure furono pittori.
Di Costalonga restano pochi dipinti su un catalogo di appena quindici opere. Nel complesso risulta essere un pittore di scarso spessore e questo lo fa ritenere più un artista per diletto che per professione.
Secondo Andrea Alverà fu allievo di Giovanni Battista Pittoni e in effetti l'Adorazione dei Magi conservata nella parrocchiale di Zanè è la - scialba - copia di una tela di quest'ultimo. Si aggiungono la pala con la Vergine, san Fermo e i santi Antonio abate e Antonio da Padova sull'altare della cappella di villa Fioretti a Marano Vicentino (1794) e, assai deteriorato, un Martirio di santo Stefano nella parrocchiale di Mure. Suoi (e di David Rossi) sono anche gli affreschi che ornano due tinelli della torre sinistra del Castello di Thiene.